# Asmate unicoloraria
Asmate unicoloraria är en fjärilsart som beskrevs av Charles Oberthür 1881. Asmate unicoloraria ingår i släktet Asmate och familjen mätare. Inga underarter finns listade i Catalogue of Life.